# Фармінгдейл (Нью-Йорк)
Фармінгдейл (англ. Farmingdale) — селище (англ. village) в США, в окрузі Нассау штату Нью-Йорк. Населення — 8466 осіб (2020).

## Географія
Фармінгдейл розташований за координатами 40°43′58″ пн. ш. 73°26′47″ зх. д. / 40.73278° пн. ш. 73.44639° зх. д. (40.732762, -73.446471).  За даними Бюро перепису населення США в 2010 році селище мало площу 2,90 км², уся площа — суходіл.

## Демографія
Згідно з переписом 2010 року, у селищі мешкало 8189 осіб у 3326 домогосподарствах у складі 2001 родини. Густота населення становила 2821 особа/км².  Було 3482 помешкання (1200/км²).
Расовий склад населення:
| - 85,2 % — білих - 5,5 % — азіатів - 2,6 % — чорних або афроамериканців - 0,4 % — корінних американців - 4,7 % — осіб інших рас |

До двох чи більше рас належало 1,7 %. Частка іспаномовних становила 13,7 % від усіх жителів.
За віковим діапазоном населення розподілялося таким чином: 18,2 % — особи молодші 18 років, 65,8 % — особи у віці 18—64 років, 16,0 % — особи у віці 65 років та старші. Медіана віку мешканця становила 43,2 року. На 100 осіб жіночої статі у селищі припадало 91,9 чоловіків;  на 100 жінок у віці від 18 років та старших — 88,9 чоловіків також старших 18 років.
Середній дохід на одне домашнє господарство  становив 91 170 доларів США (медіана — 73 750), а середній дохід на одну сім'ю — 111 171 долар (медіана — 98 427). Медіана доходів становила 63 281 долар для чоловіків та 49 872 долари для жінок. За межею бідності перебувало 5,3 % осіб, у тому числі 6,6 % дітей у віці до 18 років та 8,4 % осіб у віці 65 років та старших.
Цивільне працевлаштоване населення становило 4466 осіб. Основні галузі зайнятості: освіта, охорона здоров'я та соціальна допомога — 25,6 %, науковці, спеціалісти, менеджери — 13,6 %, фінанси, страхування та нерухомість — 10,2 %, роздрібна торгівля — 8,5 %.